# Опитне (Білогірський район)
О́питне (до 1945 року — Камишлик, крим. Qamışlıq, рос. Опытное) — село в Україні, у Білогірському районі Автономної Республіки Крим. Підпорядковане Земляничненській сільській раді.

## Населення
Згідно з переписом УРСР 1989 року чисельність наявного населення села становила 57 осіб, з яких 32 чоловіки та 25 жінок.
За переписом населення України 2001 року в селі мешкало 87 осіб.

### Мова
Розподіл населення за рідною мовою за даними перепису 2001 року:
| Мова              | Відсоток |
| ----------------- | -------- |
| кримськотатарська | 58,62 %  |
| російська         | 39,08 %  |
| українська        | 2,30 %   |